# 보이-원다
보이-원다 (Boi-1da, 1986년 10월 12일 ~ )는 캐나다의 힙합 프로듀서이다. 클립스, 디플로맷츠, 드레이크, 에미넴, 제이지, 조 버든, G-Unit, 니키 미나즈, k-os, 나스, 탈립 콸리, 켄드릭 라마 등의 음악을 프로듀싱 했다.